# Eugenie Haug
Eugenie Haug (* 14. Mai 1891 in Preßburg; † 2. Oktober 1944 in München) war eine nationalsozialistische politische Aktivistin.

## Leben
Eugenie Haug, oft auch mit Spitznamen Jenny, Henny oder Fanny, kam als Tochter des Klavierlehrers Johann Haug und dessen Ehefrau Magdalena zur Welt. Sie lebte nach dem Schulbesuch in Rosenthal, wo sie zusammen mit ihrer Schwester Frederike Haug eine Wohnung in der Wörthstraße bewohnte. Spätestens in der Zeit nach dem Ersten Weltkrieg begann Haug in der Spielwarenhandlung ihres Onkels Oskar Körner in Rosenthal zu arbeiten.
1920 kam Haug mit der frühen nationalsozialistischen Bewegung in Kontakt. In den Mitgliederlisten der Deutschen Arbeiterpartei, der Vorgängerpartei der NSDAP, wird sie ab dem 20. März 1920 mit der Mitgliedsnummer 913 geführt. Dieses Eintrittsdatum gab sie selbst später an. Durch ihren Onkel Oskar Körner, der bald zu einer der Führungsfiguren der frühen DAP/NSDAP wurde, kam Haug in den engeren Kreis um Adolf Hitler, der die DAP 1920 in NSDAP umbenannte und die Partei zu dieser Zeit immer stärker zu dominieren begann. Ein Hinweis auf die Nähe ihrer Familie zu Hitler ist, dass dieser das Weihnachtsfest 1921 zusammen mit ihr beim Reichsbahnoberrat Theodor Lauboeck und dessen Frau feierte. Haugs Bruder Ernst wurde zu dieser Zeit außerdem der erste Chauffeur Hitlers. In Hitlers Geschenkliste taucht sie unter „Frl. Haug“ auf und erhielt von ihm 1935/1936 Bücher und eine Bonbonniere.
Die engen Beziehungen des Familienkreises Körner-Haug zu Hitler führten dazu, dass in verschiedenen frühen Zeitungsberichten über Hitler die Annahme amouröser Beziehungen zwischen ihm und Eugenie Haug geäußert wurden und sie sogar als Braut Hitlers angesehen wurde. Belege dafür, dass in diese Richtung zielende Behauptungen zutreffen, konnten bislang nicht erbracht werden. Anton Joachimsthaler kommt in seiner Untersuchung von Hitlers früher Münchener Laufbahn vielmehr zu dem Ergebnis, dass „nie eine erotische Beziehung“ aus dem Kontakt zu Haug geworden sei.
Als eifrige Unterstützerin der NSDAP übernahm Haug, die angeblich stets zum Selbstschutz eine Pistole bei sich trug, in den frühen 1920er Jahren jedoch zahlreiche Dienstleistungsaufgaben für Hitler und die Partei und erlangte so eine gewisse Bedeutung für die Frühgeschichte der Partei: So nähte sie in den frühen 1920er Jahren zahlreiche Sturmbinden und Sturmfahnen für die NSDAP. Später behauptete Haug sogar, dass sie im Mai 1920, basierend auf einem Entwurf Hitlers, die erste Hakenkreuzfahne genäht habe, die der Münchener Parteiausschuss der NSDAP am 21. Mai 1920 als offizielles Parteisymbol annahm:
„Ich habe die erste Hakenkreuzfahne und Armbinde genäht, nach dem Entwurfe unseres geliebten Führers.“
Nach 1933 bekam Haug aufgrund ihrer frühen Mitgliedschaft in der NSDAP das Goldene Parteiabzeichen der NSDAP verliehen. 1935 nahm sie als Ehrengast an der Feier zum 15-jährigen Parteijubiläum der NSDAP teil. Politisch spielte Haug zur Zeit des Nationalsozialismus jedoch keine Rolle mehr und verschwand, wie auch ihr Bruder, weitestgehend aus der Umgebung Hitlers.